# Лофофора
Лофофора, також Пейот, Пейотль (Lophophora) — рід з родини кактусових.

## Морфологічний опис
Низькі кулясті сіро-зеленого кольору рослини на міцному редьковидному корені. Стебло доволі м'ясисте, від 5 до 8 см у діаметрі, маківка покрита жовтувато-сірою шерстю. Ребер 5-13, плоских, прямих або трохи спіральних, з поперечними борозенками (зморшками), що розмежовують ребра на дуже видозмінені бугри. На вершинах ребер, точніше, на вершинах бугрів лежать ареоли, які, попри відсутність колючок несуть жорсткі кистевидні пучки золотавих, пізніше сіруватих волосяних щетинок.
Квіти з'являються з молодих ареол шерстистої маківки. Вони близько 2,5 см у діаметрі, воронкоподібні, з голою зав'яззю і воронковидною люлькою, несе пелюстки. Із зовнішнього боку пелюстки квітів зеленуваті, із внутрішнього — білі чи золотаві до блідо рожево-червоних із темною смужкою в середині. Плід є голою соковитою рожево-червоною ягодою, яка виступає з шерстистої маківки. Насіння чорне, бородавчасте.

## Поширення, умови зростання
Ареал — від центральної Мексики до Техасу.
Нечисленні види і різновиди лофофори трапляються в мексиканських провінціях Коауїла, Сан-Луїс-Потосі, Сакатекас, Дуранго, Тамауліпас, Нуево-Леон і Кверетаро, а також південному Техасі. Мешкають у посушливих районах на кам'янистих, нерідко вапнякових ґрунтах. У період тривалої посухи кактуси дуже зморщуються і втягуються в землю, тож знайти їх дуже важко.
Лофофори пристосовані до широкого спектра кліматичних умов. У місцях їх поширення максимальні температури сягають 29-40 °C, а мінімальні — 2-10 °C. Річна кількість опадів коливається від 176 до 557 мм. У північно-східній частині ареалу, в напівпустелі Чіуауа, клімат дуже сухий. Відносно малою кількістю опадів вирізняється також клімат місць, що перебувають вище 1500 м над рівнем моря, де ще вищі гори затримують вологі повітряні потоки — район поширення Lophophora diffusa неподалік Візарону. Обидва види в основному зустрічаються на схилах вапнякових пагорбів, або на рівних майданчиках, посипаних вапняковим гравієм. Вони зростають, проте, і в заливаемих водою в дощовий період багатих мулом долинах, а також тріщинах майже вертикальних вапнякових скель. Ґрунт завжди містить вапняк і має pH від 7,9 до 8,3.
Лофофори трапляються в місцях свого поширення вельми часто. Нерідко вони утворюють групи — іноді в діаметрі до 1,5 м — з одно- або багатоголових рослин. Утворення пагонів з прикорневой частини стебла в основному починається внаслідок ушкодження, завданого тваринами, вітром чи людиною.
Рослини, очевидно, воліють зростати в місцях, трохи затінених чагарниками, або близько інших рослин, хоча можуть зростати і на повністю відкритих місцях.

## Історія
Незабаром після відкриття Америки і завоювання іспанцями Мексики європейці дізналися про «диявольский корінь» — кактус без колючок, якому індіанці поклонялися, як богові. Про це повідав лікар іспанського короля Філіппа II Ф. Ернандес у книзі «Лікарські рослини Нової Іспанії», яка вийшла в 1649 р. у Римі. Ернандес у 1570–1577 рр. спеціально вивчав мексиканські дивовижні рослини.
На діалектах індіанських племен лофофора — «пейот», «пейотль», «хікулі», що в перекладі значить «та, яка надає сили».
Давні ацтеки, ольмеки, тольтеки, мая — народи, що населяли територію сучасної Мексики — були не лише сонцепоклонниками, а поклонялися і деяким кактусам. Поряд із грибами виду Psilocybe mexicana і ліаною Rivea corymbosa Лофофора Вільямса належить до трійці магічних рослин давньої культури Мексики. Лофофора і досі у індіанців служить культовою приналежністю.
Понад чверть мільйона американських індіанців використовують Lophophora williamsii, як таїнство причетності у Всенародній Американській (англ. Pan-Native American) релігії так званої Споконвічної Американської Церкви (англ. Native American Church). Ця повністю легальна релігія охоплює аборигенів у Сполучених Штатах й Канаді. Майже весь пейот до церемоній походить із «пейотових садів» в місцевості Mustang Plainsii на півдні штату Техас. Федеральні закони і закони штату Техас дозволяють збір і використання пейоту аборигенам в релігійних церемоніях.

## Хімічний склад та застосування
У соку лофофори містяться алкалоїди: пеллотин, мескалін, ангалонін, лофофорин та інші. Більшість з них їх діє наркотично, мескалін, наприклад, викликає в людини барвисті галюцинації, ангалонін — судоми. Лікарські препарати з лофофори застосовуються у медицині.

## Види
- Lophophora diffusa
- Lophophora williamsii